# Michael Grossmann (Maler)

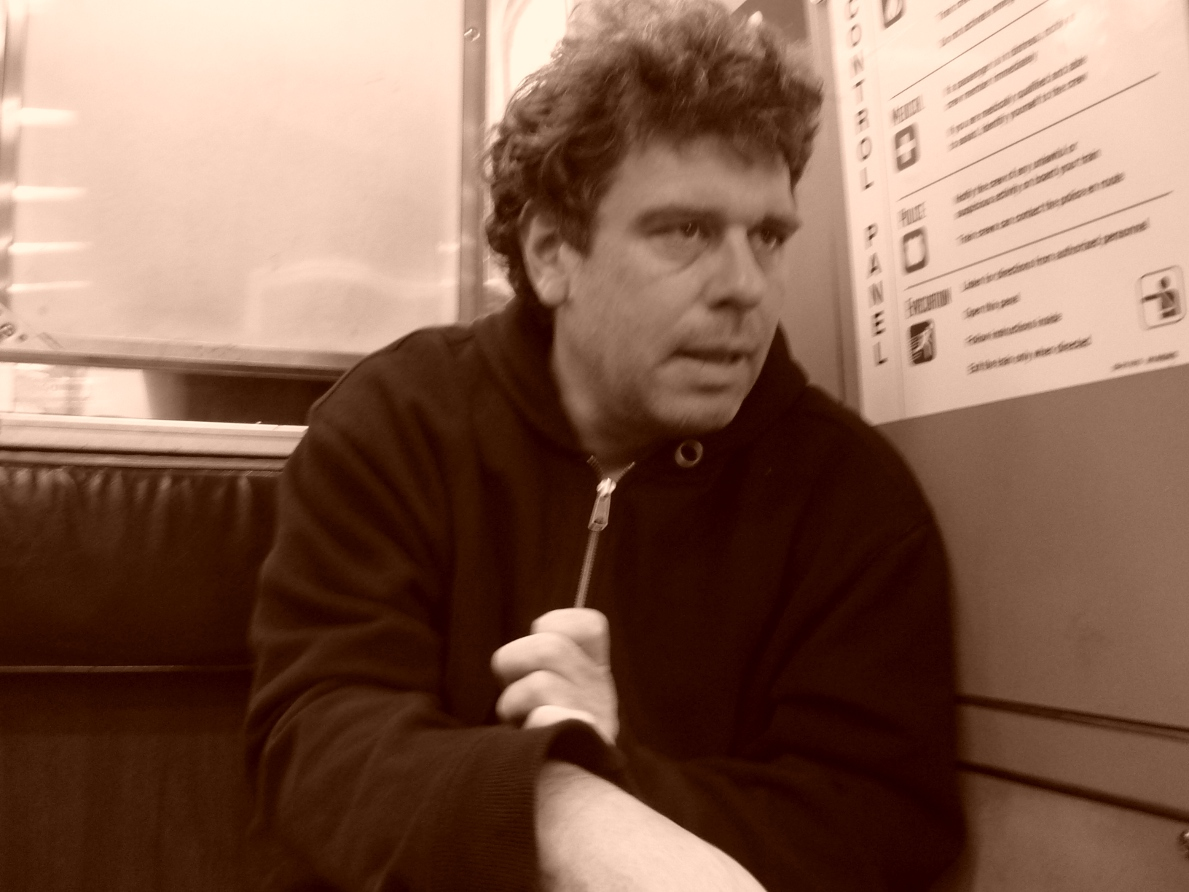
Michael Grossmann in New York.

Michael Grossmann (* 22. Februar 1965 in Stuttgart-Bad Cannstatt) ist ein deutscher Maler und Druckgraphiker. Er lebt und arbeitet in München.

## Leben und Werk
Michael Grossmann hat Philosophie, Bühnenbild und Malerei studiert. Seine Arbeiten lassen sich in drei Phasen einteilen.

### 1993 bis 1999
Die frühen Arbeiten ergründen spielerisch die Möglichkeiten der Rezeption von Ereignissen in Form von Videoinstallationen und suchen Möglichkeiten der Klarheit in der Aussage der Malerei, z. B. in seinen Streifen- und Linienbildern.

### 1999 bis 2004
Nun wird ein Wechsel sichtbar, vor allem durch die beiden für Michael Grossmanns wichtigen Ausstellungen rottürkis I und rottürkis II im Grazer Museum der Wahrnehmung in den Jahren von 1998 bis 2000. Die Faszination mit naturwissenschaftlichen Problemen, sowie Ludwig Wittgensteins Sprachspielen und rein multiplen Arbeiten bringt Grossmann, zusammen mit seiner Aussage, dass pluralistische Wahrnehmung pluralistische Ethik verlangt, in die Nähe des radikalen Konstruktivismus und endet in dem ungefähr 100 Blätter fassenden Zeichnungskonvolut babel.
Die Studien über die Laws of Form von George Spencer-Brown aus den Jahren 2003/04 und vor allem die Zweikörpersimulation seeking yellow, in Zusammenarbeit mit dem Physiker Ralph Mönchmeyer, fassen für Grossmann die Problematik zusammen, die ihm die Verschiedenheit in den Aussagemöglicheiten von Wissenschaft und Kunst als unvereinbar zeigten, da sie zwei verschiedenen semantischen Räumen angehören. Dieses Konzept der Semiosphäre ist aus dem literaturwissenschaftlichen Werk von Juri Lotman zur Raumsemantik abgeleitet und spielt für die weitere Entwicklung von Grossmanns Kunst eine wichtige Rolle.

### 2004 bis heute
Daraufhin beginnt Grossmann sich wieder auf die Möglichkeiten des semantischen Raumes der Malerei zu konzentrieren. Als inhaltliche Folie und formale Brücke dient ihm ab nun die Literatur, da sie als Kunstform der Malerei näher ist als die Wissenschaft. Als Erstes entstehen daraus der Bilderzyklus Finnegans Wake und dann 2007 der ebenfalls an James Joyce angelehnte große Zyklus 18 Tafelbilder für Ulysses.  Daraus entwickelten sich in den Jahren 2009 und 2010 die Studien zu Samuel Beckett mit der 32 Blätter fassenden Radiermappe Le Salaud! Il n’existe pas! und dem großformatigen Bild Losigkeit/Lessness/Sans sowie zahlreichen weiteren Studien. Zentrales inhaltliches Thema beider Zyklen ist nun klar ausformuliert die Semiosphäre, was nun in der Konzeptarbeit Kontrariposte auf Lotmans und C.S. Peirces Arbeiten bezogen wird.
Losigkeit führt über den Zyklus Fensterbilder (2011) direkt hin zu den aktuellen Arbeiten smithereens, in denen die Problematik der verschiedenen semantischen Räume als positive Vielheit betrachtet dargestellt wird und eine neue Zusammenfassung seiner Arbeiten zu einem Bilderatlas ist. Diese Vielfalt bringt er mit dem Begriff der Postmoderne nach Lyotard zusammen und führt ihn aus den Tafelbildern und der allegorischen Arbeitsmethode hin zur, laut Ellen Markgraf, „assoziativen Arbeitsweise“. Dargestelltes sind ab den Fensterbildern nur noch Zitate aus der Kunstgeschichte, aus der Literatur und Wissenschaftsgeschichte, die zueinander in Bezug gebracht werden müssen. Die Zersplitterung, im englischen Begriff smithereens ausgedrückt, zeigt sich auch formal. Die erste Ausstellung der smithereens in München wird vor allem von smithereens: theatrum mundi I mit seinen zitathaften Verweisen auf Arno Schmidt und Morton Feldman, die er beide als postmodern bzw. der Postmoderne sehr nahestehend begreift, geprägt. Die Zitate aus Druckgraphik, Malerei, Fotografie und Musik werden noch loser, aber nicht mehr konkret zusammengefügt, dargestellt; vielmehr verknüpft sich das inhaltliche Netz einzig außerhalb des Gezeigten: „Aus smithereens wird kein Mosaik mehr.“ Diese Art der Grenzüberschreitung wird zur Arbeitsmethode, wofür sich Grossmann von Aby Warburg den Begriff der Hilfswissenschaften leiht, der für Warburg nicht weniger als den gesamten Komplex der Geistes- und der Naturwissenschaften umfasst.